# キディ・ガーランド 挿入歌集
『キディ・ガーランド 挿入歌集』は、テレビアニメ『キディ・ガーランド』の挿入歌とエンディングテーマが収録されたアルバム。2009年12月23日にLantisからリリースされた。

## 概要
- 劇中のキャラクターを演じる5人の声優の挿入歌とエンディングテーマが収録されている。
- ジャケットにはアスクール、 トロワジェイン、ク・フィーユ、ディア、タマがプリントされている。
- 「カボチャプリンのうた」は、白石稔が作詞作曲を担当している。

## 収録曲
1. マジカルさくらちゃん [3:27]
歌：ク・フィーユ（合田彩）、トロワジェイン（ゆかな）
作詞：yozuca*、作曲：俊龍、編曲：安藤高弘
  - テレビアニメ『キディ・ガーランド』第3話エンディングテーマ
2. うたを歌おう♪ [3:55]
歌：アスクール（内田彩）、ク・フィーユ（合田彩）、ディア（高橋夢波）
作詞・作曲：yozuca*、編曲：安瀬聖
  - テレビアニメ『キディ・ガーランド』第4話挿入歌
3. 夢でもいいさ [4:03]
歌：タマ（若本規夫）
作詞：yozuca*、作曲：俊龍、編曲：安藤高弘
  - テレビアニメ『キディ・ガーランド』第6話エンディングテーマ
4. カボチャプリンのうた [4:03]
歌：アスクール（内田彩）
作詞・作曲：白石稔、編曲：菊谷知樹
  - テレビアニメ『キディ・ガーランド』第2話挿入歌
5. マジカルさくらちゃん（off vocal）
6. うたを歌おう♪（off vocal）
7. 夢でもいいさ（off vocal）
8. カボチャプリンのうた（off vocal）